# کارمن مارتینس سیرا
کارمن مارتینس سیرا (اسپانیایی: Carmen Martínez Sierra‎؛ ‏ ۳ مهٔ ۱۹۰۴ – ۶ نوامبر ۲۰۱۲) بازیگر اهل اسپانیا بود.
از فیلم‌هایی که وی در آن نقش داشته‌است، می‌توان به لا کابینا و ابله تمام‌عیار اشاره کرد.